# Pseudohapalocarcinus ransoni
Pseudohapalocarcinus ransoni är en kräftdjursart som beskrevs av Antoinette Fize och Serene 1956. Pseudohapalocarcinus ransoni ingår i släktet Pseudohapalocarcinus och familjen Cryptochiridae. Inga underarter finns listade i Catalogue of Life.